# USS Quincy (CA-71)
Pour les autres navires du même nom, voir USS Quincy.
Pour les articles homonymes, voir Quincy.
L'USS Quincy (CA-71) est un croiseur lourd de classe Baltimore entré en service dans l'United States Navy durant la Seconde Guerre mondiale.

## Histoire
Lancé en 1943, il participe à la bataille de Normandie (dont le bombardement de Cherbourg) puis au débarquement de Provence. Peu après la conférence de Yalta, sera signé à son bord le « pacte du Quincy », liant le roi d'Arabie saoudite Ibn Saoud et le président américain Franklin Roosevelt. Mis en réserve après la guerre, il est réincorporé dans la 7e flotte en 1952 et participe ainsi à la guerre de Corée. Définitivement retiré du service en 1973, il est démoli l'année suivante.

## Récompenses
Il a reçu 4 battle stars pour son service lors de la Seconde Guerre mondiale.